# Atabegs von Yazd
Die Atabegs von Yazd (persisch اتابكان يزد, DMG Atābakān-i Yazd) waren eine muslimische Lokaldynastie, welche – auf die dailamitischen Kakuyiden folgend – von ca. 1141 bis zu ihrer endgültigen Absetzung durch die Muzaffariden im Jahre 1319 die zentraliranische Stadt Yazd regierte. Die meiste Zeit mussten sie dabei die Oberhoheit der Großseldschuken und (später) der mongolischen Il-Chane anerkennen.

## Von der Dynastiegründung bis zum Mongolensturm

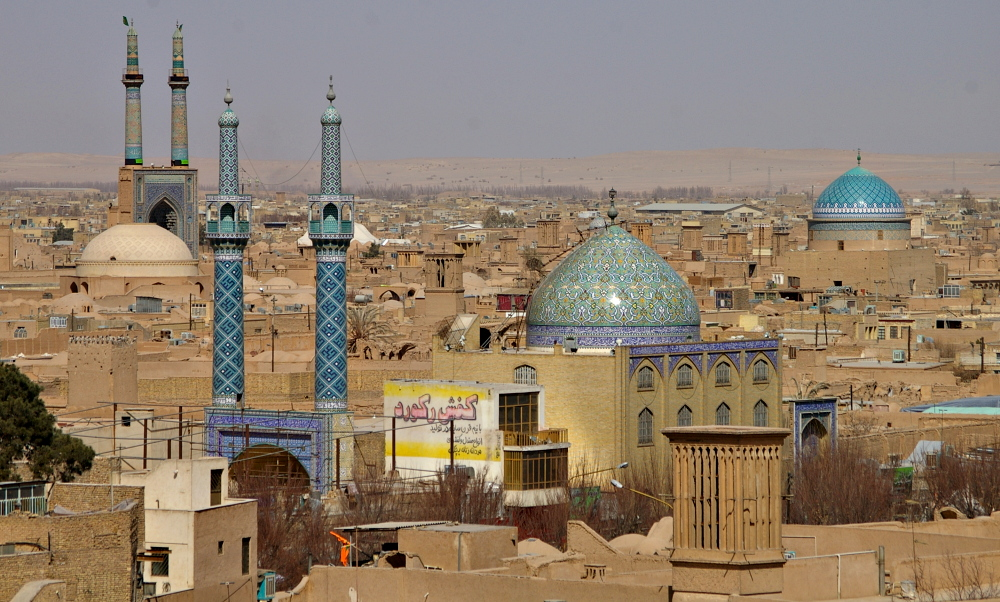
Panorama der Stadt Yazd.

Begründet wurde die – den Namen der Herrscher nach zu urteilen persischstämmige – Dynastie von Sam b. Wardanruz, welcher von Sultan Sandschar (reg. 1097–1157) zum Atabeg (Tutor) der beiden Töchter des letzten Kakuyidenherrschers Garschasp II. (reg. ab 1095) ernannt wurde, nachdem dieser 1141 in der (von Sandschar gegen die Qara-Chitai geführten) Schlacht von Qatwan gefallen war, ohne einen männlichen Erben zu hinterlassen. Sam heiratete eine der Töchter Garschasps II. und regierte Yazd (unter dem Ehrennamen Rukn ad-Din), bis er im Alter von 90 Jahren von seinem jüngeren Bruder Langar als Atabeg abgesetzt und abgelöst wurde. In den Quellen wird er zwar als rechtschaffener, aber unfähiger Herrscher beschrieben, der vor allem in seinen letzten Jahren kaum noch in der Lage war, etwas gegen Räuberbanden und Unruhestifter zu unternehmen. Er starb 1193/94.
Nachdem er seinem Bruder Sam noch zu dessen Lebzeiten (wohl um 1188) auf den Thron gefolgt war, stellte Izz ad-Din Langar, welcher den Großseldschuken zeitweise als Statthalter in Isfahan und Schiraz diente, die Ordnung in Yazd wieder her und startete alsbald ein umfangreiches Bauprogramm, das neben der Errichtung von Festungen, Moscheen, Bädern und Karawansereien auch die Anlage von Gärten, Kanälen und der blühenden (da gut bewässerten) Ortschaft Izzabad (ʿIzzābād) vor den Toren Yazds umfasste. Langar regierte fast zwanzig Jahre lang und erlebte schließlich noch das Ende der Seldschukenherrschaft in Persien, bevor er 1207/08 verstarb und ihn als Atabeg von Yazd sein Sohn Muhyi d-Din Wardanruz beerbte, dessen Charakter von Bafqi als der eines Einsiedlers und Derwischs beschrieben wird.
Mit Wardanruz’ bis 1218/19 währender und in den Quellen nur wenig Erwähnung findender Regierung beginnt eine recht schwierig zu rekonstruierende Zeit in der Geschichte der Dynastie, da die diesbezügliche Historiographie zum Teil widersprüchlich und lückenhaft ist. Wahrscheinlich mussten auch die Atabegs von Yazd zu Beginn des 13. Jahrhunderts zunächst die Oberherrschaft der mächtigen Choresm-Schahs aus der Dynastie der Anuschteginiden anerkennen, bis deren Großreich um 1220 unter den Schlägen Dschingiz-Chans zusammenbrach. Hamdallah Mustaufi (Ḥamdallāh Mustaufī, der Autor der Taʾrīḫ-i guzīda) und Nasawi berichten in diesem Zusammenhang beispielsweise von einem Sohn des Atabegs Sam namens Ala ad-Daula Ata-Chan (ʿAlāʾ ad-Daula Ata-Ḫān), welcher ums Leben kam, als er 1228, in der Schlacht von Isfahan, an der Seite des letzten Anuschteginiden Dschalal ad-Din (reg. 1220–1231) gegen die Iran invadierenden Mongolen kämpfte, doch lässt sich diese Person bislang ebenso wenig in die Reihe der Atabegs einordnen wie ein gewisser Muizz ad-Din Kai-Kawus b. Langar (Muʿizz ad-Dīn Kai-Kāvūs b. Langar).
Nach Wardanruz’ Tod scheint die Herrschaft in Yazd jedenfalls auf Qutb ad-Din Abu Mansur Isfahsalar, einen weiteren Sohn Langars, übergegangen zu sein, welcher in den Quellen zum einen als leidenschaftlicher Jäger und Polospieler und zum andern (ganz wie sein Vater) als großer Bauherr hervorgehoben wird, der einen Basar und ein Polo-Feld, neue Dörfer, Kanäle und Mausoleen sowie ein Pilgerzentrum beim Qadamgah (also Fußabdruck) des achten Imams Ali ibn Musa ar-Rida nahe Maschhad errichten ließ. Isfahsalar war außerdem um gute Beziehungen zu seinem Nachbarn Baraq Hadschib (reg. 1222–1235), dem neuen Herrscher von Kirman und Begründer der Qara-Chitai-Dynastie der Qutlughchaniden (1222–1307), bemüht. Sein Sohn Mahmud-Schah, welcher ihm 1229 als Atabeg folgte, heiratete Baraqs Tochter Yaqut-Terken, nachdem er zuvor Terken-Chatun – die spätere Regentin Qutlugh-Terken (1257–1282) – von Sultan Dschalal ad-Dins ermordeten Bruder Ghiyath ad-Din Pir-Schah übernommen, dann aber unter Druck an Baraq Hadschib abgetreten hatte. Mahmud-Schah gelang es allerdings nicht, mit den Qutlughchaniden auf gleicher Augenhöhe zu bleiben, und benahm sich in Baraqas Gegenwart angeblich so verschämt „wie ein Kind gegenüber seinem Vater“, nachdem er vergeblich versucht hatte, sich an Yaqut-Terkens Mitgift zu bereichern. Einige Jahre später benutzte ein Sohn Baraqs (namens Rukn ad-Din) Yazd dann sogar, um von hier aus die Herrschaft über Kirman zu erlangen.

## Die Oberherrschaft der Mongolen und das Ende der Dynastie
Als Mahmud-Schah 1241/42 (oder doch schon 1239/40) starb, übernahm sein Sohn Salghur-Schah die Macht und beeilte sich, dem mongolischen Großchan Ögedei, dessen Heere damals auch die letzten Winkel Irans unterwarfen, Geschenke zukommen zu lassen. Eine entsprechende Urkunde und Ehrenrobe zurückschickend, bestätigte ihn Ögedei daraufhin als neuen Herrscher von Yazd und so regierten die Atabegs (genau wie die Qutlughchaniden) fortan als Vasallen der Mongolen, die Yazd – im Gegensatz zu den meisten anderen urbanen Zentren Persiens – verschonten. Salghur-Schahs ab 1252 herrschender Sohn (Togha- oder) Toghan-Schah war folglich gezwungen, Truppen zu entsenden, die den Mongolen 1256 dabei halfen, Alamut und andere Ismailiten-Festungen in Nordpersien zu erobern. Unter seiner immerhin zwanzig Jahre währender Regierung entstanden in Yazd aber auch neue Gartenanlagen, Windtürme und Kanäle und Marco Polo, welcher Yazd in Togha(n)-Schahs Todesjahr 1272 besuchte, beschreibt die Stadt als vornehmes Handelszentrum und hebt die dortige Produktion einer speziellen Seidenart (Yazdi-Seide) hervor. Togha(n)-Schahs Nachfolger wurde zunächst sein Sohn Ala ad-Daula, dessen Schwester Terken-Chatun als Witwe des Salghuriden Saad II. 1260 zur Regentin von Fars aufstieg, bevor sie ihr zweiter Mann Seldschuq-Schah um 1263 bei einem Bankett ermorden ließ. Da Ala ad-Daula infolge einer Yazd teilweise zerstörenden Sturzflut schwer erkrankte und bereits 1275 verstarb, wurde sein Bruder Yusuf-Schah (der letzte) Atabeg. Zu dieser Zeit, d. h. unter Ala ad-Daula und Yusuf-Schah – den beiden einzigen Atabegs von Yazd, in deren Namen geprägte Münzen gefunden wurden – traten die Muzaffariden in die Dienste der Atabegs und wurden zu deren Gouverneuren in Maibudh (Maibuḏ), einer Kleinstadt nahe Yazd.
Den Quellen nach sandte Yusuf-Schah zunächst ebenfalls Präsente an den Il-Chan Ghazan (reg. 1295–1304), verärgerte aber dessen Emire, indem er es ablehnte, auch sie zu beschenken. Zur offenen Rebellion gegen die Oberherrschaft der Mongolen kam es schließlich, als Ghazan einen seiner Emire, Yasudor, nach Yazd schickte, um den Atabeg (für die Bestätigung seines Statthalterpostens) zu sich zu beordern und die Tributzahlungen für gleich drei Jahre zu kassieren: Yusuf-Schah verweigerte den Gehorsam und verwehrte dem Emir und dessen Truppen nicht nur den Zugang zur Stadt, sondern griff sogar deren Lager an. Yasudor wurde dabei wie die meisten seiner Begleiter getötet, seine Frau und seine Söhne von Yusuf-Schah gefangen genommen. Auf die Erhebung seines Vasallen reagierend, ließ Ghazan nun Muhammad Idadschi, einen weiteren Emir, mit 30.000 Reitern von Isafahan aus nach Yazd vorrücken, sodass sich Yusuf-Schah gezwungen sah, (Yasudors Frau und Kinder mit sich nehmend) nach Sistan im Osten zu fliehen. Später wurde der Atabeg dann wohl in Chorasan gefangen und vor Ghazan nach Täbris gebracht, wo er zwar zunächst begnadigt, letztlich aber doch noch hingerichtet wurde, da er sich geweigert hatte, den Il-Chan auf dessen Feldzug nach Syrien zu begleiten.
Was Yazd anbetrifft, so nahm Muhammad Idadschi die Stadt, unter Schonung der Bevölkerung, 1297 ein und stellte sie unter die direkte Kontrolle des Il-Chanats; an die Stelle des Atabegs trat nun ein von Ghazan ernannter Darugha (Dārūġa). Von Yusuf-Schahs Söhnen verstarben zwei (Ala ad-Daula und Salghur-Schah) unter schmachvollen Umständen in Yazd, ein dritter namens Haddschi-Schah wurde um 1315 zwar als letzter Vertreter seiner Familie zum Gouverneur der Stadt ernannt, aber schon 1318 von Rivalen wieder gestürzt. Damit endete die Herrschaft der Dynastie kurz bevor Yazd 1319 an die Muzaffariden fiel, welche zunächst noch als Statthalter der Il-Chane regierten und sich dann unabhängig machten. Nachkommen der Atabegs werden (von Muʿīn ad-Dīn Naṭanzī) zwar noch zu Beginn des 15. Jahrhunderts erwähnt, allerdings als Derwische und Landwirte, sprich als einfache Untertanen.

## Herrscherliste
- Rukn ad-Din Sam b. Wardanruz (Rukn ad-Dīn Sām b. Vardānrūz), ca. 1141–1188
- Izz ad-Din Langar b. Wardanruz (ʿIzz ad-Dīn Langar b. Vardānrūz), ca. 1188–1207
  - Muhyi d-Din Wardanruz b. Langar (Muḥyī d-Dīn Vardānrūz b. Langar), 1207–1219
  - Qutb ad-Din Abu Mansur Isfahsalar b. Langar (Quṭb ad-Dīn Abū Manṣūr Isfahsālār b. Langar), 1219–1229
    - Mahmud-Schah b. Abi Mansur Isfahsalar (Maḥmūd-Šāh b. Abī Manṣūr Isfahsālār), 1229–1241
      - Salghur-Schah b. Mahmud-Schah (Salġur-Šāh b. Maḥmūd-Šāh), 1241–1252
        - Togha(n)-Schah b. Salghur-Schah (Ṭoġa(n)-Šāh b. Salġur-Šāh), 1252–1272
          - Ala ad-Daula b. Togha(n)-Schah (ʿAlāʾ ad-Daula b. Ṭoġa(n)-Šāh), 1272–1275
          - Yusuf-Schah b. Togha(n)-Schah (Yūsuf-Šāh b. Ṭoġa(n)-Šāh), 1275–1297
            - Haddschi-Schah b. Yusuf-Schah (Ḥāǧǧī-Šāh b. Yūsuf-Šāh), ca. 1315–1318